# Коринская ГЭС
Коринская ГЭС — гидроэлектростанция на реке Кора в Ескельдинском районе Алматинской области.
Гидроэлектростанция построена по плотинно-деривационной схеме, представляет собой гидроэнергетический комплекс с одним подпорным сооружением и двумя зданиями ГЭС (забирающими воду из общего напорного бассейна). Мощность гидроэлектростанции — 28,5 МВт, среднегодовая выработка — 107,5 млн кВт·ч, в том числе ГЭС-1 мощностью 26,4 МВт и выработкой 98,2 млн кВт·ч и ГЭС-2 мощностью 2,1 МВт и выработкой 9,3 млн кВт·ч. Состав сооружений комплекса:
- гравитационная бетонная плотина длиной 96 м и максимальной высотой 15 м с автоматическим поверхностным водосбросом;
- строительно-эксплуатационный водосброс длиной 84,7 м;
- рыбопропускное сооружение;
- канал-отстойник длиной 285,55 м;
- деривационный тоннель длиной 1689 м;
- деривационный канал длиной 659,2 м;
- напорный бассейн длиной 42 м;
- холостой водосброс длиной 691 м;
- водоприемник ГЭС-1;
- напорный турбинный водовод ГЭС-1 длиной 729 м;
- здание ГЭС-1 с четырьмя вертикальными гидроагрегатами;
- отводящий канал ГЭС-1 длиной 131,1 м;
- водоприемник ГЭС-2;
- напорный турбинный водовод ГЭС-2 длиной 382 м;
- здание ГЭС-2 с одним горизонтальным гидроагрегатом;
- отводящий канал ГЭС-2 длиной 39,2 м;
- ОРУ-110 кВ.

Организатор строительства станции — ТОО «Коринская ГЭС», принадлежащее ТОО «АСПМК-519», стоимость строительства ГЭС оценивается в 7,1 млрд тенге. Строительство станции было начато в 6 ноября 2015 года, пуск станции был произведен 6 декабря 2017 года.
Планируется дальнейшее развитие каскада ГЭС на реке Коре со строительством ГЭС-2 (21,6 МВт) и ГЭС-3 (26 МВт).